# گمینا شچینکو
گمینا شچینکو (به لهستانی:  Gmina Sicienko) یک گمینا در لهستان است که در شهرستان بیدگوشچ واقع شده‌است. گمینا شچینکو ۱۷۹٫۴۶ کیلومتر مربع مساحت و ۸٬۹۸۷ نفر جمعیت دارد.